# 下井善博
下井善博（しもい よしひろ）は、日本の財務・金融官僚。金融庁監督局保険課長。

## 来歴
東京都出身。東京大学経済学部在学中の1998年8月に国家公務員一種試験（経済）を合格。東大経済学部を卒業し、1999年 大蔵省入省（国際局国際機構課）。
2003年7月 ボストン大学へ留学。2004年6月 外務省在ニューヨーク総領事館副領事。主に国際金融や米国の経済をはじめとする世界経済動向の情報収集とその調査・分析などを行っていた。
2020年7月20日 大臣官房秘書課財務官室長。2021年7月16日 内閣府政策統括官（経済社会システム担当）付参事官（財政運営基本担当）。
2023年7月7日 金融庁監督局銀行第一課長。2024年7月12日 金融庁監督局保険課長。

## 略歴
- 1999年4月：大蔵省入省（国際局国際機構課）[1]。
- 2001年1月：仙台国税局調査査察部[1]。
- 2001年7月：財務省大臣官房文書課企画調整室企画調整係長[3][1]。
- 2002年7月：主計局調査課調査主任[4][1]。
- 2003年7月：ボストン大学へ留学[1]。
- 2004年6月：外務省在ニューヨーク総領事館副領事。
- 2006年7月：国際局開発政策課長補佐。
- 2007年7月：国際局調査課外国為替室課長補佐。
- 2009年7月：大臣官房秘書課財務官室課長補佐。
- 2013年6月：金融庁監督局銀行第一課長補佐。
- 2015年7月：金融庁監督局総務課長補佐。
- 2016年6月22日：金融庁総務企画局総務課管理室長 兼 金融庁総務企画局政策課広報室長。
- 2017年7月：金融庁総務企画局企業開示課開示業務室長 兼 金融庁総務企画局企業開示課電子開示システム開発室長。
- 2018年7月17日：大臣官房企画官 兼 大臣官房文書課業務企画室長。
- 2019年9月11日：国際局為替市場課資金管理室長。
- 2020年7月20日：大臣官房秘書課財務官室長。
- 2021年7月16日：内閣府政策統括官（経済社会システム担当）付参事官（財政運営基本担当）。
- 2023年7月7日：金融庁監督局銀行第一課長。
- 2024年7月12日：金融庁監督局保険課長。